# Luftgaffe 44
Luftgaffe 44 est une série de bande dessinée humoristique créée le dessinateur Philippe Abbet et le scénariste Frédéric Zumbiehl. Elle est parue aux éditions Zéphyr.

## Synopsis
L'action de Luftgaffe 44 se déroule durant la Seconde Guerre mondiale sur une base secrète de la Luftwaffe installée au pied du Ballon d'Alsace. Là une escadrille de pilotes allemands s'essaient sur plusieurs types de machines secrètes et expérimentales. Celles-ci sont officiellement désignés TAZ, pour « Terribles Armes Zecrètes ». Évidemment les Alliés ignorent tout de l'existence de cette installation militaire.
L'histoire suit principalement les aventures de deux de ces pilotes, Baron et Teuton.

## Albums

### Les Aigles en délire
Année de parution :  2010  (ISBN 978-2-36118-011-9)

### La Bombe à Tomik
Année de parution :  2011  (ISBN 978-2-36118-031-7)

### Kamikaze cup
Année de parution : 2012  (ISBN 978-2-361-18058-4)

## Personnages
- Le baron Friedrich Hieronymus von Munchhausen, alias Baron Epileptik. Personnage principal de la série, pilote de chasse, souffrant de crises d'épilepsie. Il a la fâcheuse manie d'abattre autant de pilotes amis qu'ennemis.
- Adolf Jr, alias Teuton. Second personnage principal de la série, ce jeune pilote est le fils caché d'Adolf Hitler et d'une cantatrice. Aussi mauvais pilote que le Baron Epileptik il est en outre très timide.
- Le colonel Helmut Gröhl est l'officier supérieur de la base. Amateurs de jolies femmes, il est en outre obsédé par une spécialité culinaire alsacienne, la choucroute. Couard et fainéant il passe auprès de l'État-major allemand pour un grand meneur d'hommes.
- Le professeur Alzheimer est un scientifique, ingénieur aéronautique, et surtout concepteur des TAZ. Il est fréquemment sujet à des trous de mémoire.
- Karl est l'officier en second de la base. Aussi lâche que le colonel, il est en outre dépressif, et n'a qu'une idée en tête, se rendre aux Américains pour que la guerre soit enfin finie pour lui.
- Hertz est le radiotélégraphiste de la base. Bricoleur, maladroit, c'est aussi un grand spécialiste des ondes et le seul capable de prévenir une attaque des Alliés.
- Le docteur Alfred Blomfeld est le second du professeur Alzheimer, minutieux, intelligent, et totalement psychorigide.
- Gunther est le majordome personnel du baron. Vu la propension de son employeur à se crasher c'est devenu un spécialiste de l'extincteur.
- La cantatrice Ulrika von Rot est la mère de Teuton. Elle rêve son fils en as de l'aviation, sans voir ses véritables qualités aéronautiques.

En outre une galerie de personnages secondaires, ayant plus ou moins existé, comme Adolf Hitler, Hermann Göring, ou encore Charles de Gaulle sont présents dans l'histoire.

## Aéronefs
Plusieurs modèles différents d'avions sont représentés dans cette série :
- Avro Lancaster,
- Consolidated B-24 Liberator,
- Fieseler Fi-103R,
- Focke-Wulf Fw 190,
- Heinkel He 111,
- Heinkel He-162 Salamander
- Junkers Ju 52,
- Junkers Ju 87,
- Junkers Ju 88,
- Junkers Ju 248,
- Junkers Ju 287,
- Lockheed P-38 Lightning,
- Messerschmitt Bf 109,
- Messerschmitt Me 163,
- Messerschmitt Me 262,
- Messerschmitt Me 323 Gigant,
- Republic P-47 Thunderbolt,
- Supermarine Spitfire,
- Yakovlev Yak-3,

## Commentaires
La plupart des personnages de cette série font référence à des personnages eux-mêmes issus du monde du cinéma, de la télévision, ou encore du domaine scientifique. Ainsi celui du baron reprend les traits de l'acteur américain Werner Klemperer qui incarnait le Colonel Klink dans la série Papa Schultz. Le personnage de Hertz est visiblement très proche de celui de Radar incarné par l'acteur américain Gary Burghoff dans le film M*A*S*H. Le docteur Blomfeld reprend beaucoup de traits de caractère du personnage de Ernst Stavro Blofeld l'un des ennemis jurés de James Bond mais aussi les traits physiques de l'acteur britannique Donald Pleasence qui l'incarna à l'écran dans On ne vit que deux fois.

## Récompenses
- Prix du dessin 2010 par le Musée de l'Air et de l'Espace[1].